# James Paton (explorateur)
Pour les articles homonymes, voir Paton.
James « Scotty » Paton, né en 1869 à Glasgow et mort en 1917 ou 1918, est un marin et explorateur de l'Antarctique écossais.

## Biographie
Il participe aux expéditions Discovery (1902-1904), Nimrod (1907–1909), Terra Nova (1910-1913) et Endurance (1914-1917).
Il serait le premier homme à avoir atteint l'île Beaufort et un sommet de l'île, le pic Paton (771 mètres), porte son nom.
Il disparait avec le bateau Aurora en 1917.